# Wiiija
Wiiija – brytyjska niezależna wytwórnia muzyczna założona przez pracowników sklepu Rough Trade Shop w Notting Hill w Londynie. Spółka pod nazwą Wiiija Records Limited funkcjonowała od 23 sierpnia 1988. Nazwa Wiiija jest zniekształceniem W11 1JA, kodu pocztowego Rough Trade Shop na Talbot Street. Wytwórnia prowadzona była przez asystenta sprzedaży sklepu, Gary’ego Walkera.
Wytwórnia była znana z wprowadzenia zespołu Therapy? i wydanie pierwszych płyt przez Silverfish, Huggy Bear i Cornershop. Godne uwagi późniejsze wydawnictwa obejmowały Free Kitten i Bis, podczas gdy komercyjny sukces Cornershop z 1997 nagrodził długoterminowe wsparcie wytwórni.
Wiiija stał się luźno związany z wczesną brytyjską sceną riot grrrl w wyniku wydawnictw Huggy Bear i Blood Sausage, a także EPki Some Hearts Paid To Lie, na której znalazły się Comet Gain, Skinned Teen, Linus i Pussycat Trash. Labelmates Cornershop można zobaczyć wraz z Huggy Bear i Blood Sausage w filmie dokumentalnym z trasy z 1994 Getting Close To Nothing.
W 1996 wydawnictwo stało się spółką zależną od Beggars Banquet Records i działało do początku XXI wieku. Spółka została wykreślona ostatecznie z rejestru 12 listopada 2019.

## Zespoły
- Action Swingers
- Voodoo Queens|Anjali
- Bis (Scottish band)|Bis
- Blood Sausage
- Brassy
- Comet Gain
- Cornershop
- Fabric
- Free Kitten
- Jacob’s Mouse
- Loveblobs
- Mucho Macho
- Silverfish
- Sgt Rock
- Sun Carriage
- Terminal Cheesecake
- Terry Edwards
- Therapy?
- Thule
- Velocette
- Whistler